# Hoplandria laeviventris
Hoplandria laeviventris är en skalbaggsart som beskrevs av Thomas Casey 1910. Hoplandria laeviventris ingår i släktet Hoplandria och familjen kortvingar. Inga underarter finns listade i Catalogue of Life.